# Jahrom

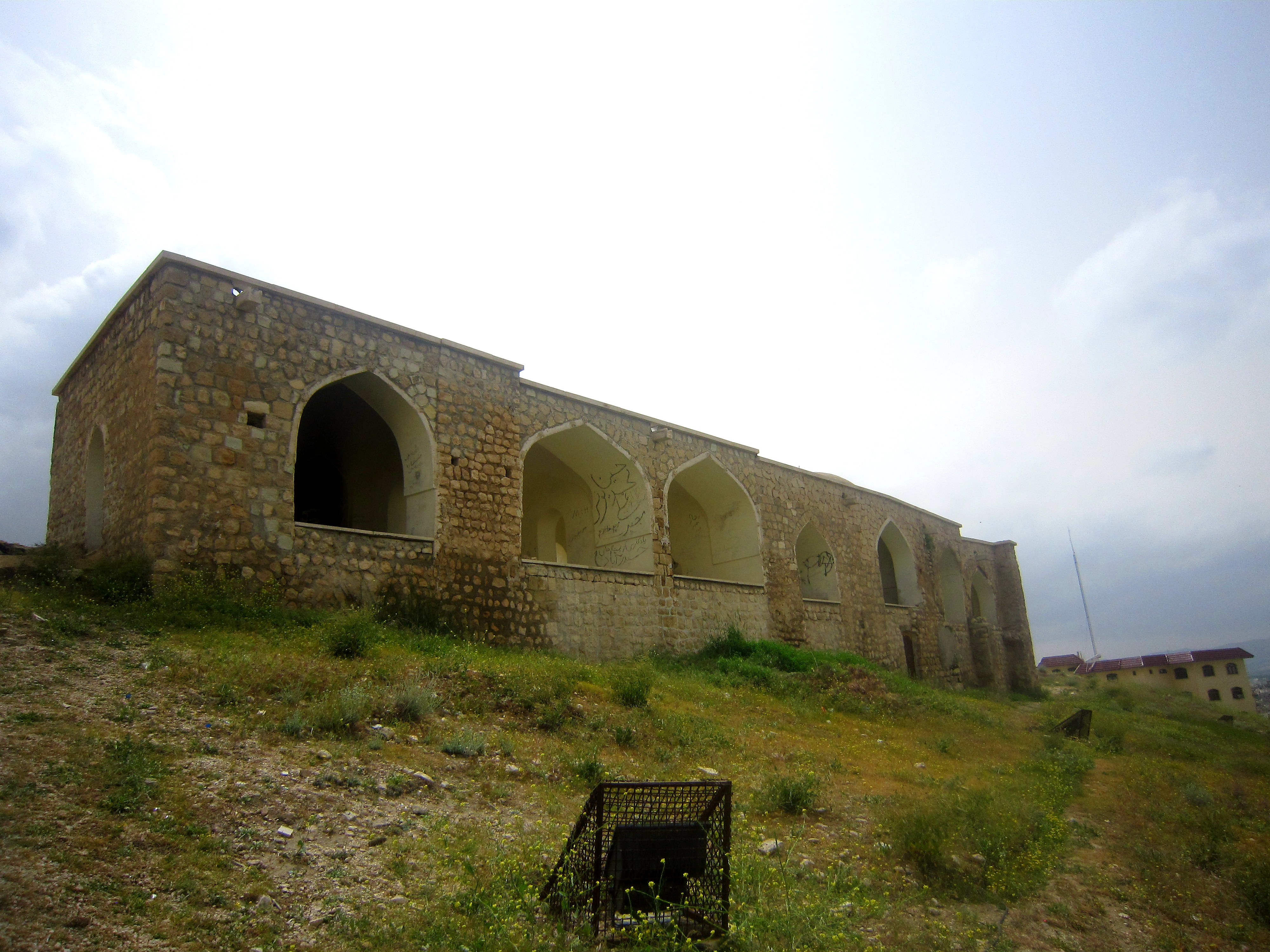
Qadamgah in Jahrom

Jahrom is een stad in Iran in de provincie Fars. In 2016 had de stad 146.600 inwoners. De stad is de hoofdstad van de gelijknamige regio. Jahrom is de tweede stad van de provincie Fars.
Jahrom is een van de historische steden van Iran. Stichter van de stad was Artaxerxes I van Perzië, zoon van Xerxes I, de vijfde koning van de Achaemeniden. Er zijn veel oude monumenten en toeristische attracties in Jahrom, zoals de Sangtarashan-grot, de Jameh moskee, de bazaar, de Khan school en vuurtempel van Jahrom (Qadamgah). De bevolking bestaat in meerderheid uit Perzen en zijn aanhanger van de sjiïetische islam.

## Geografie

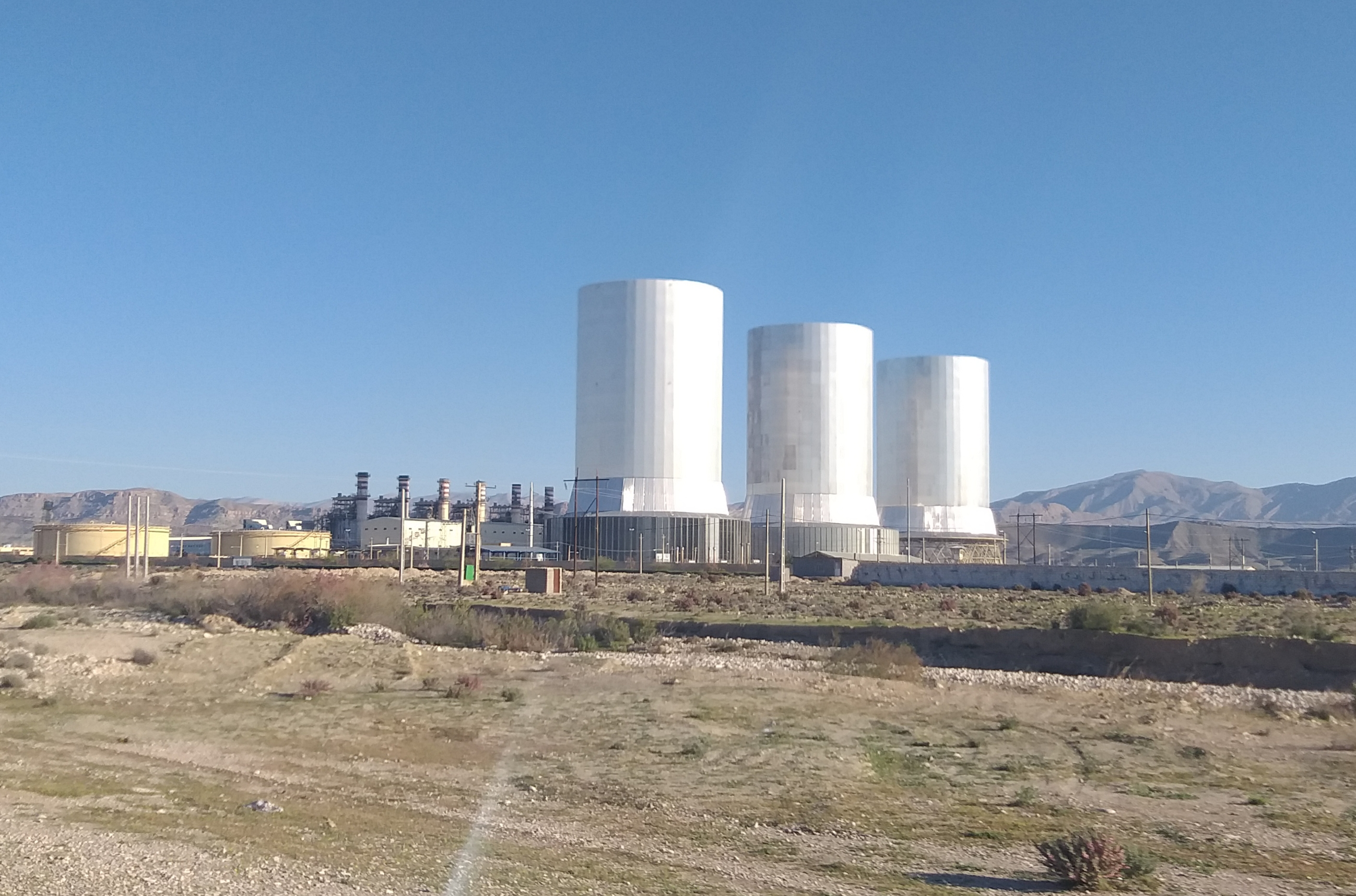
Energie (stoom-gas) centrale

Jahrom ligt op een hoogte van ongeveer 1050 meter boven zeeniveau op 170 km ten zuidoosten van Shiraz, de hoofdstad van Fars. De zuidelijke uitlopers van het Zagrosgebergte strekken zich uit tot de nabijheid van de stad. De permanente Qara Aqaj-rivier en Simkanrivier stromen door de stad. De plaatselijke economie is gebaseerd op landbouw en industrie; de belangrijkste agrarische producten zijn dadels en citrusvruchten. De wereldproductie van dadels is voor 1,2% uit de omgeving van Jahrom afkomstig, die van citrusfruit voor 6%. Ook worden tarwe, gerst, rijst, katoen (vooral in de Koerdische vlakten) en tabak geproduceerd; sommige van deze producten worden geëxporteerd. De stad en omgeving hebben een heet steppeklimaat, de gemiddelde neerslaghoeveelheid bedraagt ongeveer 285 mm per jaar. De meeste neerslag valt van november t/m februari, in de zomer valt bijna niets. In juni, juli en augustus liggen de maximumtemperaturen overdag rond 45°C.
Jahrom beschikt over enkele universiteiten, ziekenhuizen en medische centra. Er zijn twee industriële wijken, een speciale economische zone, een overslagterrein voor goederen naar en van de haven, een petro-chemische fabriek, een luchthaven, douane-faciliteiten en een stoom- en gascentrale.

## Geschiedenis
De geschiedenis van Jahrom gaat terug tot rond 500 v.Chr., toen de Achaemenieden het Perzische Rijk vestigden. Het ontstaan van de stad wordt toegeschreven aan Artaxerxes I. Het Sassanidische monument van Qadamgāh ligt ten zuiden van de stad, experts denken dat het is gemaakt in de laatste periode van deze dynastie (224-651 AD), en dat het een Zoroastrische schrijn was, mogelijk een vuurtempel. Jahrom is de geboorteplaats van Barbod, die de belangrijkste dichter en musicus was aan het hof van de Sassanidische koning Khusro II.
Jahrom werd in 641 of 644 na een felle strijd geïslamiseerd. Deze strijd vond plaats in de "Vallei van de Martelaren" in het westen van de stad. Aan het eind van de periode van de Safawieden en in het begin van de Zand-dynastie, begon men in Jahrom bomen te planten, vooral uit de palmenfamilie.
Tijdens de Qajar-periode (1789-1925) kreeg de plaats een meer stedelijk karakter, er werd bijvoorbeeld een bazaar gebouwd. In 1887 was het volgens Mohammad Hassan Mirza Mohandes de derde stad van Perzië, na Shiraz en Bushehr. Etemad os-Saltanah beschreef Jahrom aan het eind van de Qajarperiode als een grotere stad dan Qom en Kashan.
Jahrom speelde een belangrijke rol in de Iraanse Revolutie en was een van de 11 steden waar de krijgswet van toepassing was tijdens de protesten voorafgaand aan de revolutie. Ayatollah Seyyed Hossein was in die periode de islamitische leider van Jahrom. De militair gouverneur van Jahrom werd door een soldaat gedood op de verjaardag van Mohammad Reza Pahlavi, 6 oktober 1978.

## Afbeeldingen

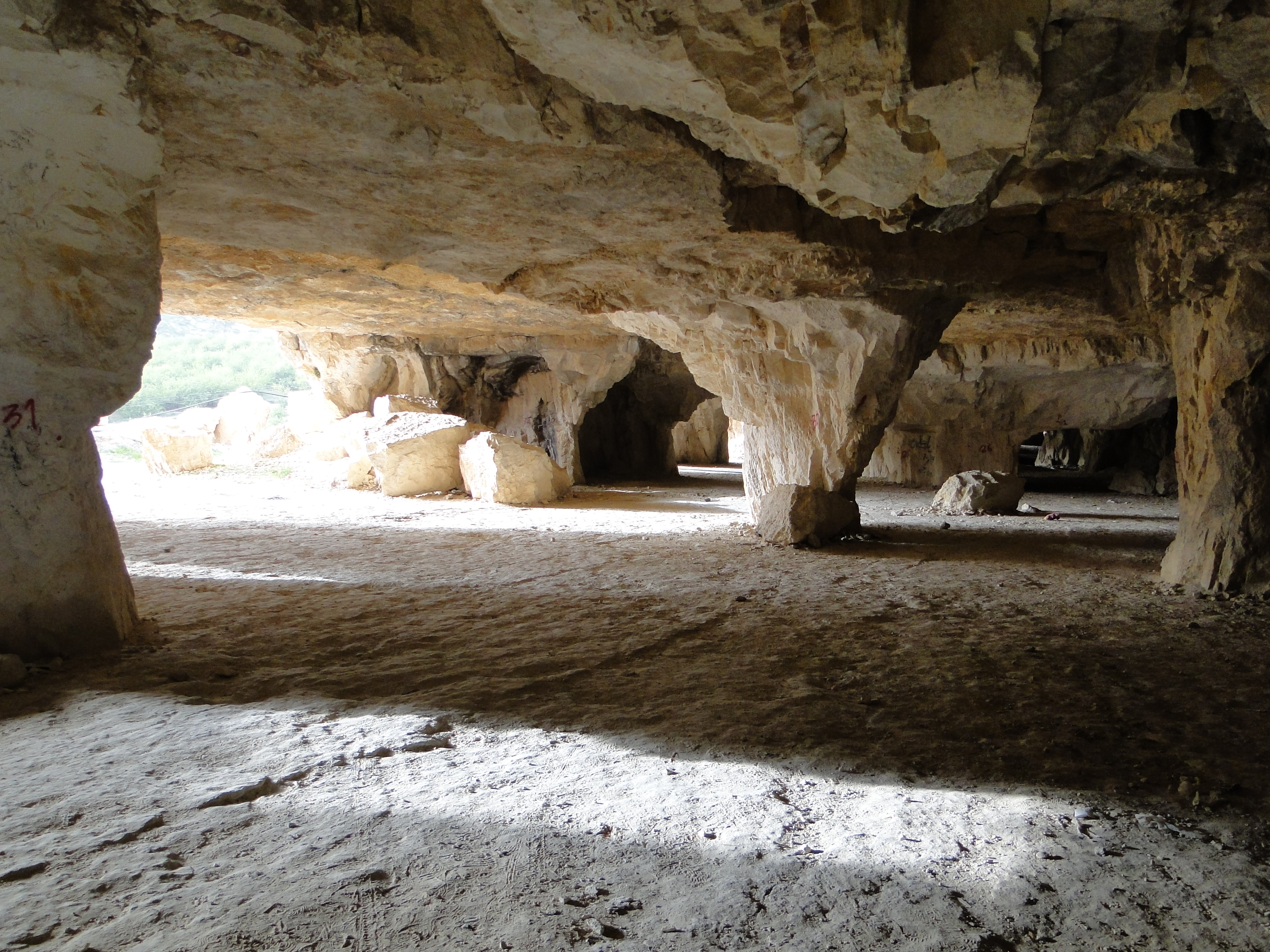
In de Sangtarashangrot
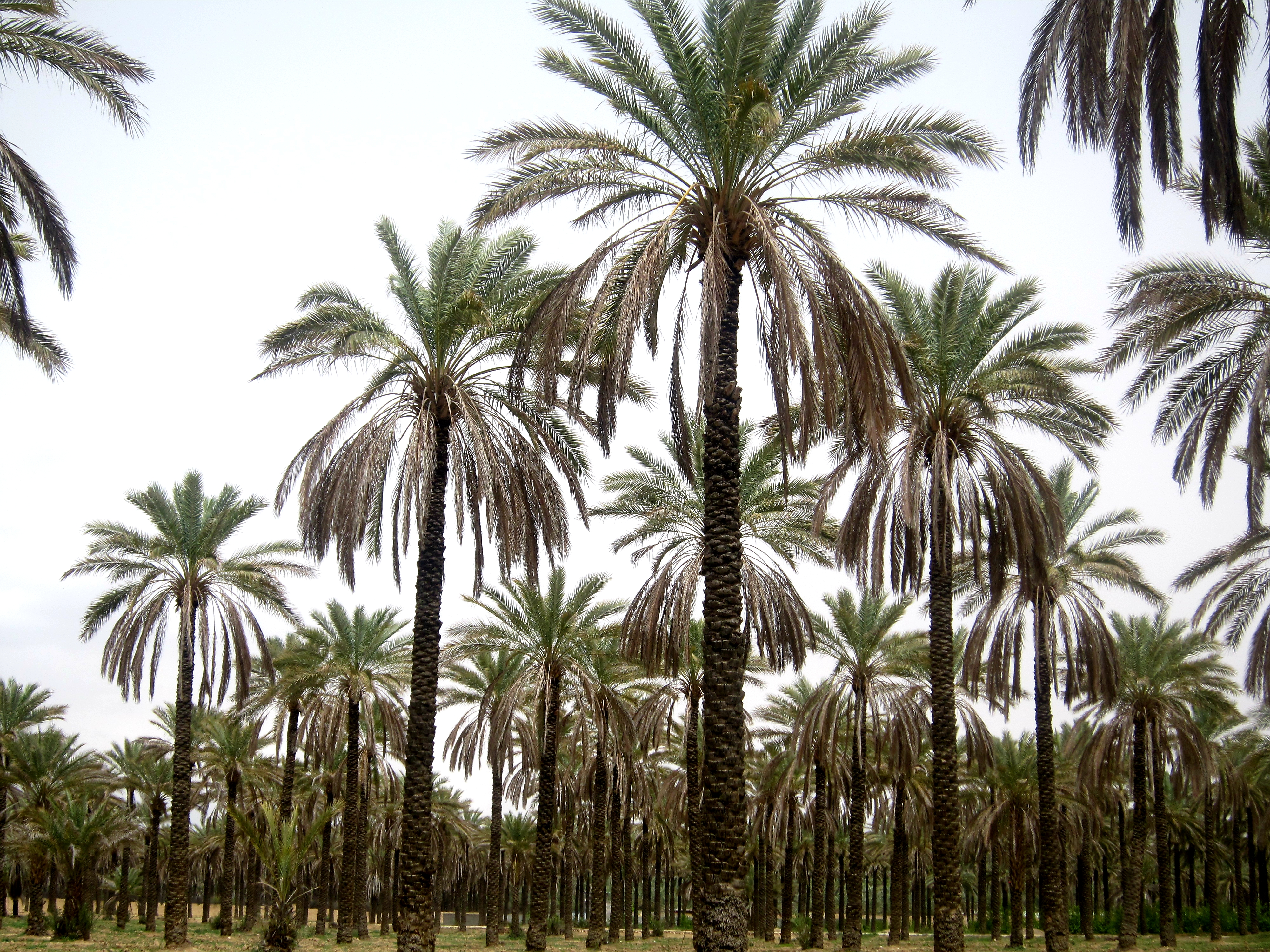
Palmbomen in Jahrom
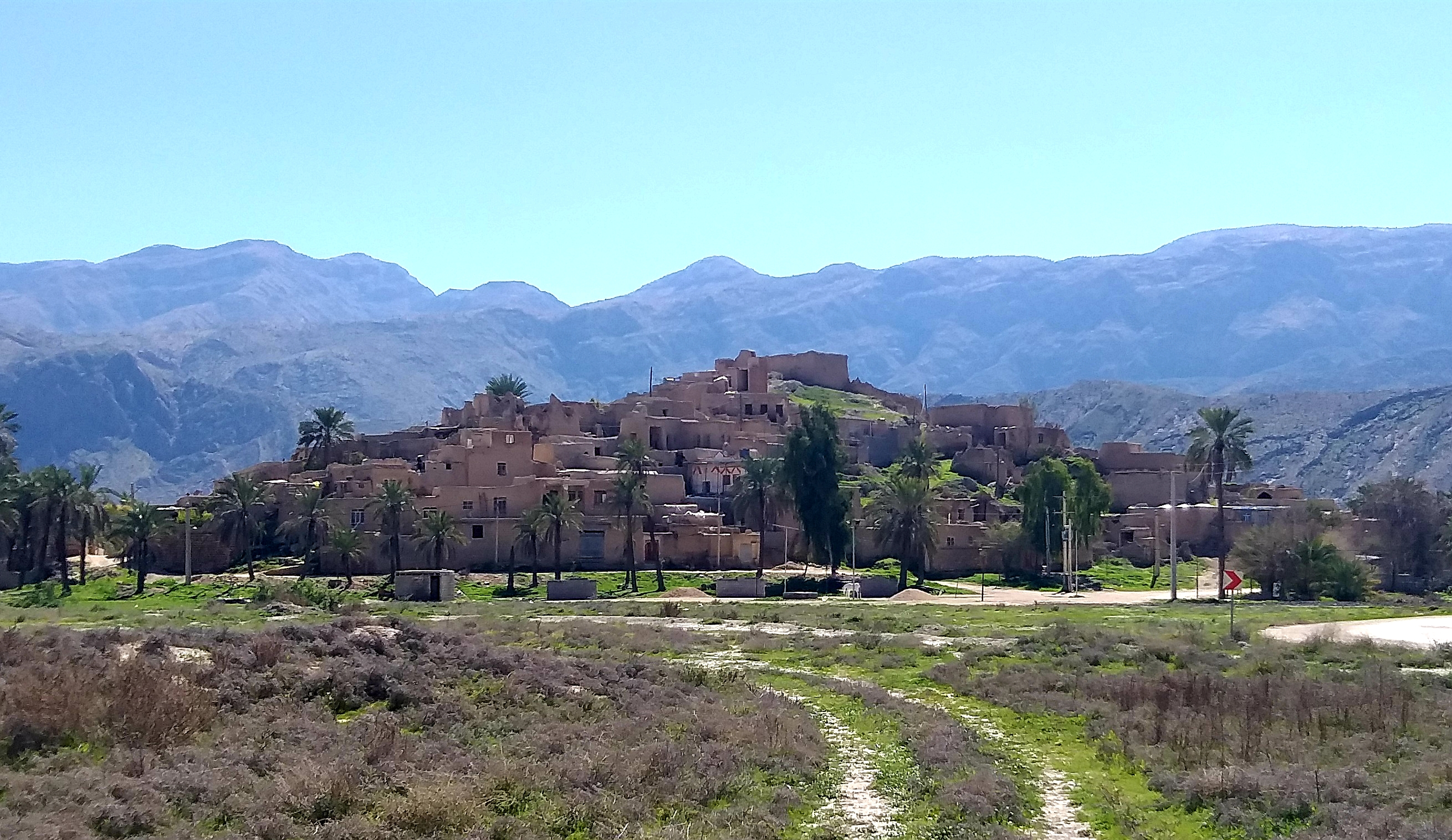
Qalat, dorp 25 km noordwest van Jahrom
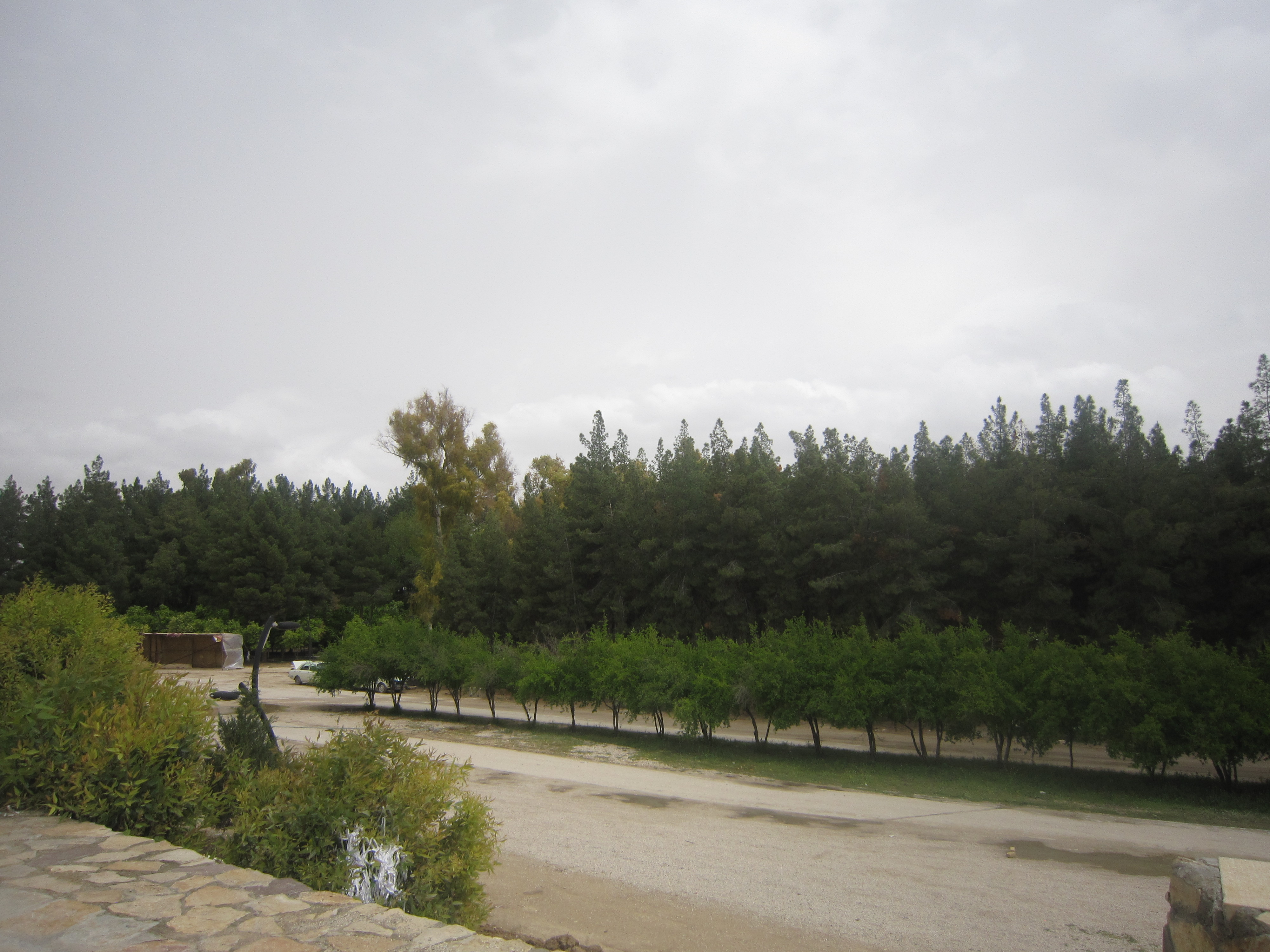
Stadspark
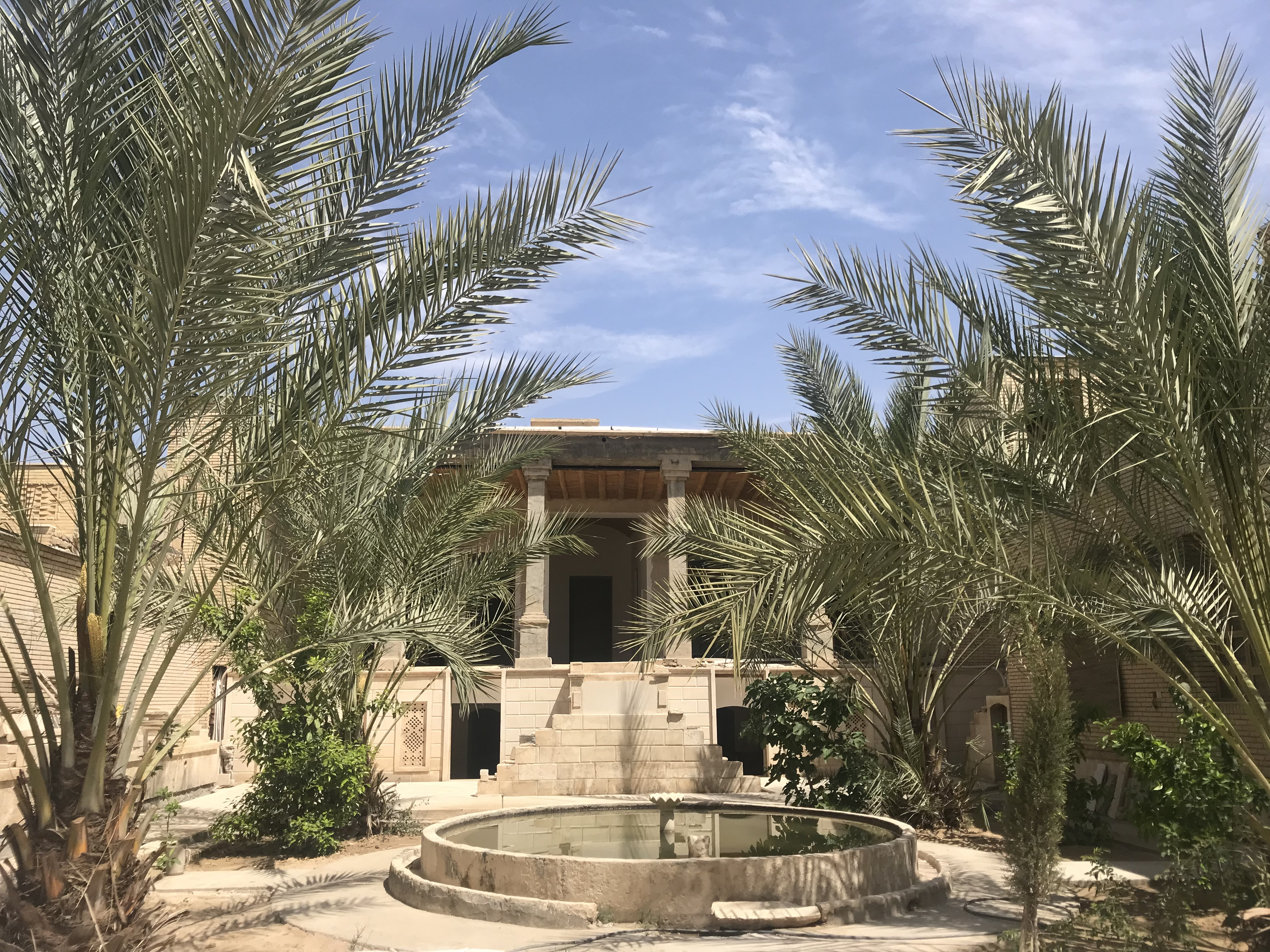
Huis van Toufan
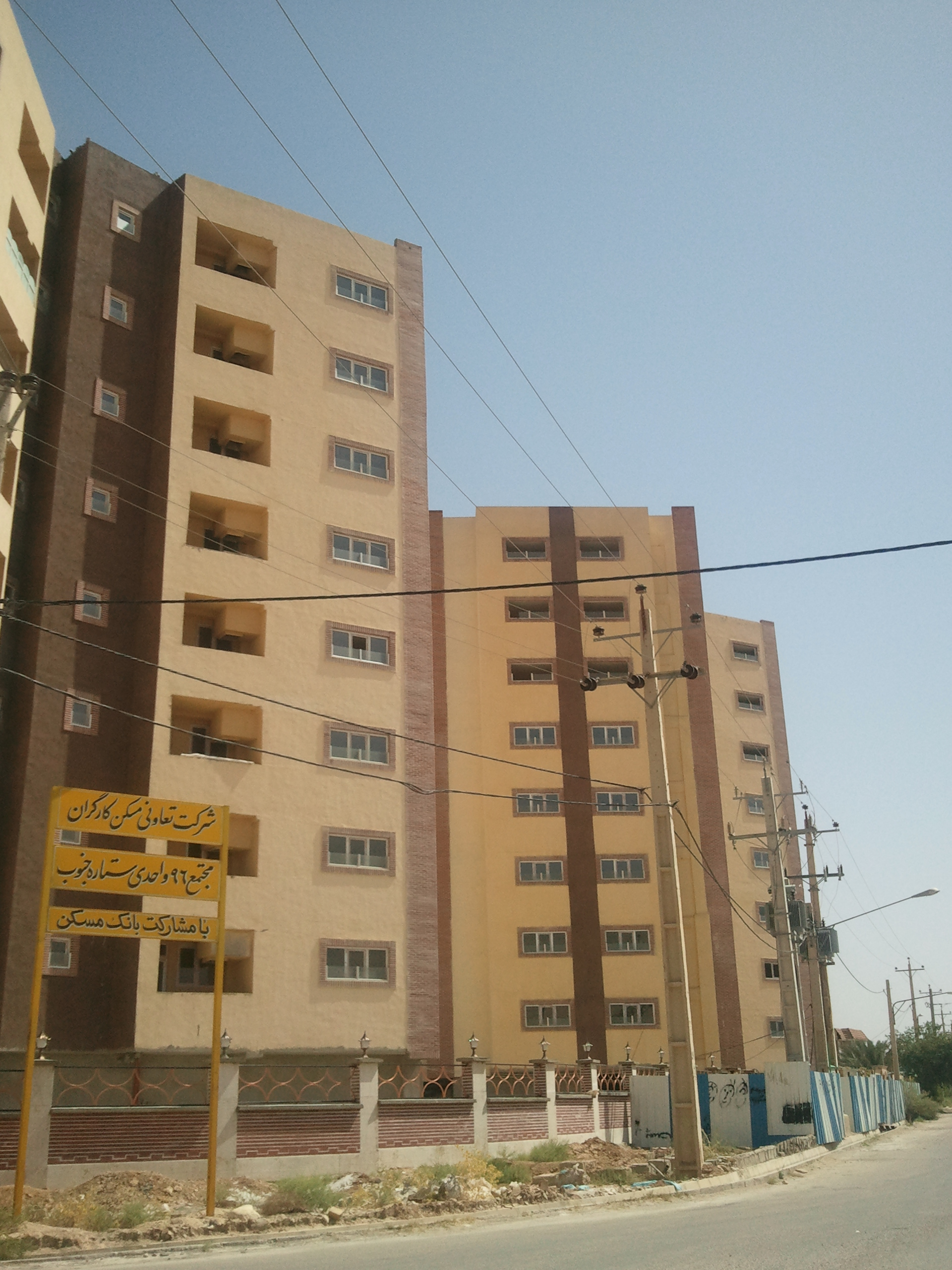
Gebouwen in Jahrom
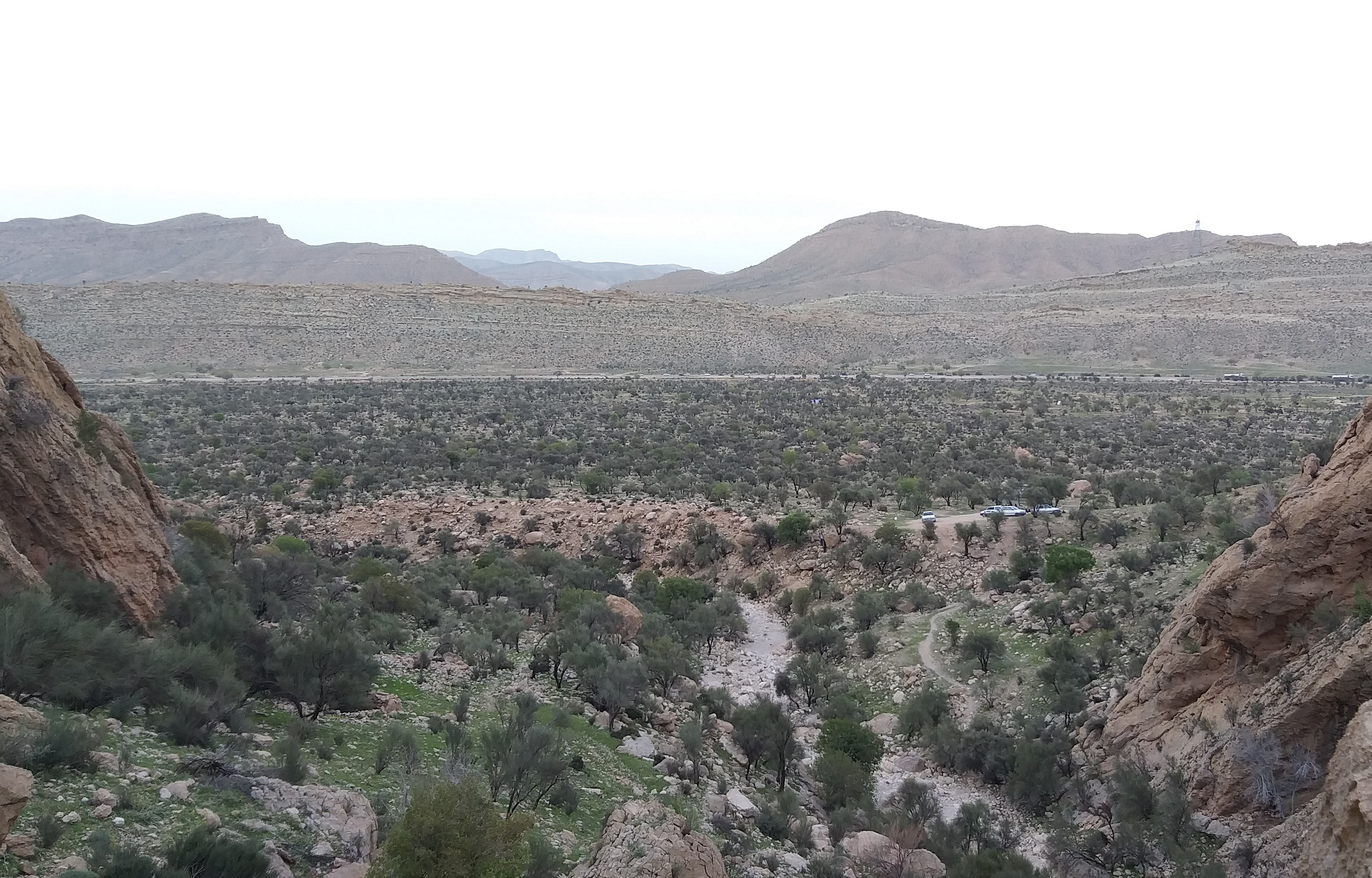
Chatiz bos
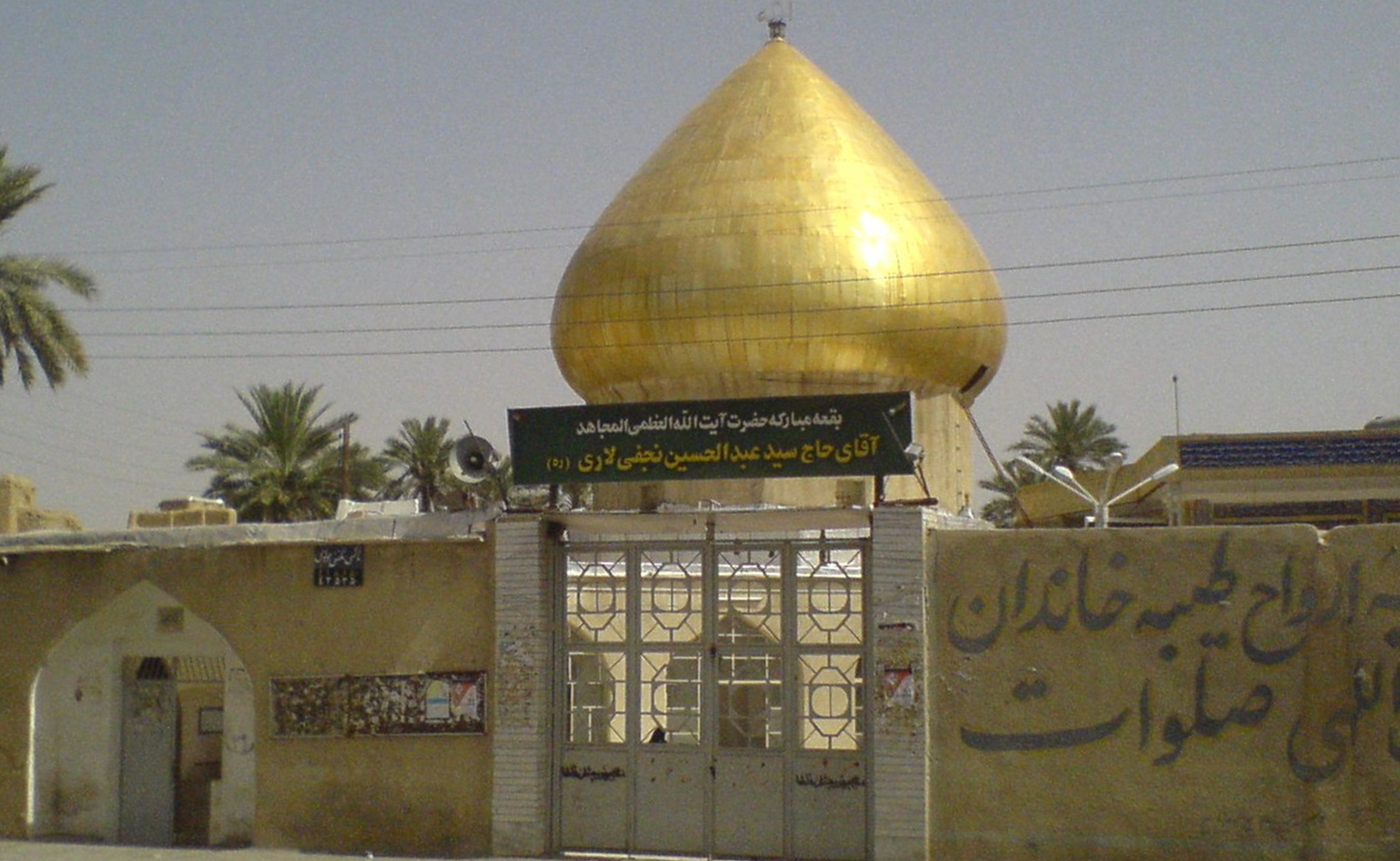
Schrijn van Abd al-Husayn Lari